# Eau Galle (condado de St. Croix, Wisconsin)
Eau Galle es un pueblo ubicado en el condado de St. Croix en el estado estadounidense de Wisconsin. En el Censo de 2010 tenía una población de 1.139 habitantes y una densidad poblacional de 13,41 personas por km².

## Geografía
Eau Galle se encuentra ubicado en las coordenadas 44°53′57″N 92°18′30″O / 44.89917, -92.30833. Según la Oficina del Censo de los Estados Unidos, Eau Galle tiene una superficie total de 84.97 km², de la cual 84.49 km² corresponden a tierra firme y (0.56%) 0.48 km² es agua.

## Demografía
Según el censo de 2010, había 1.139 personas residiendo en Eau Galle. La densidad de población era de 13,41 hab./km². De los 1.139 habitantes, Eau Galle estaba compuesto por el 96.58% blancos, el 0.79% eran afroamericanos, el 0.09% eran amerindios, el 1.93% eran asiáticos, el 0% eran isleños del Pacífico, el 0.18% eran de otras razas y el 0.44% pertenecían a dos o más razas. Del total de la población el 0.44% eran hispanos o latinos de cualquier raza.